# František Šebej
František Šebej (ur. 11 maja 1947 w Bratysławie) – słowacki psycholog, dziennikarz i polityk, parlamentarzysta czechosłowacki i słowacki, przewodniczący Partii Demokratycznej (2001).

## Życiorys
Z wykształcenia psycholog, pracował również jako dziennikarz i publicysta, a także wykładowca na Uniwersytecie Komeńskiego i Uniwersytecie Trnawskim. Był członkiem prezydium Słowackiej Akademii Nauk (1990–1992).
Od 1990 do 1992 wykonywał mandat posła do Izby Narodów Zgromadzenia Federalnego Czechosłowacji z ramienia ruchu Społeczeństwo przeciw Przemocy – był przewodniczącym komisji spraw zagranicznych zgromadzenia oraz delegatem Czechosłowacji do Zgromadzenia Parlamentarnego Rady Europy (w tym jego wiceprzewodniczącym).
Po rozpadzie VPN związany z Partią Demokratyczną, której wiceprzewodniczącym był w latach 1995–2001. W 2001 stanął na krótki okres na czele ugrupowania. W kadencji 1998–2002 zasiadał w Radzie Narodowej Republiki Słowackiej jako przewodniczący Komisji Integracji Europejskiej (wybrany z listy Słowackiej Koalicji Demokratycznej).
Po odejściu z Partii Demokratycznej w 2001 przystąpił do Obywatelskiej Partii Konserwatywnej (OKS), której był wiceprzewodniczącym (2001–2003). Z ramienia OKS uzyskiwał mandat radnego miejskiego i dzielnicowego Bratysławy (2005, 2006). W wyborach w 2010 ponownie wybrany na posła do Rady Narodowej z listy Most-Híd jako członek OKS. Został przewodniczącym Komisji Spraw Zagranicznych. W październiku 2011 odszedł z OKS w związku z postawą innych liderów partii wobec programu pomocowego dla Grecji. W wyborach w 2012 zapowiedział ponowny start z listy Mostu. Uzyskał reelekcję do Rady Narodowej, mandat poselski utrzymał również w 2016. Zrezygnował z niego w marcu 2018.
W młodości był mistrzem karate. Został publicystą (m.in. pisma „.týždeň”), a także stałym współpracownikiem think tanku Konzervatívny inštitút Milana Rastislava Štefánika.